# 1,3-dibroompropaan
1,3-dibroompropaan is een gehalogeneerde koolwaterstof met als brutoformule C3H6Br2. Bij kamertemperatuur is het een kleurloze tot lichtgeel-bruine vloeistof. 1,3-dibroompropaan reageert hevig wanneer het in contact komt met sterke oxidatoren en sterke basen.

## Synthese
1,3-dibroompropaan kan op basis van een radicaalreactie (gekatalyseerd door straling of door een radicaalinitiator) tussen allylbromide en waterstofbromide gesynthetiseerd worden:
{\displaystyle {\ce {H2C=CH -CH2Br + HBr->[h\nu] Br-(CH2)3-Br}}}
De reactie kan niet via een elektrofiele additie uitgevoerd worden omdat dan het Markovnikov-product (1,2-dibroompropaan) als voornaamste reactieproduct ontstaat.
Omdat met waterstofbromide als reagens de kans op vorming van het Markovnikov-product ook groot is, wordt meestal gebruikgemaakt van N-broomsuccinimide in tetrachloormethaan als elektrofiel broomreagens. N-broomsuccinimide is immers een polaire verbinding en lost slechts in kleine mate op in tetrachloormethaan, waardoor het broom in zeer kleine hoeveelheden gestaag wordt geleverd. Hierdoor wordt de reactie naar het anti-Markovnikov-product gedreven.

## Toepassingen
1,3-dibroompropaan wordt vooral in de organische synthese veel toegepast om propylgroepen in moleculen te introduceren. Vooral de koolstof-stikstof-koppelingsreacties worden veel toegepast.
Het werd toegepast in de eerste synthese van cyclopropaan in 1881, via de Freund-reactie.
Verder is 1,3-dibroompropaan een uitstekend substraat in SN2-reacties, waardoor het voor de vorming van bepaalde cyclobutaanderivaten kan aangewend worden. Een voorbeeld is de synthese van een spiroverbinding met cyclopentadieen:
De zure methyleengroep kan worden gedeprotoneerd met een sterke base en dit anion kan dienen als nucleofiel om het bromide uit te stoten en als dusdanig een sterke koolstof-koolstof-binding te vormen. Een tweede equivalent base abstraheert het tweede proton en op deze wijze kan het andere bromide uitgestoten worden, waardoor de cyclobutaanring gevormd wordt.